# Peyrilles
Peyrilles är en kommun i departementet Lot i regionen Occitanien i södra Frankrike. Kommunen ligger i kantonen Saint-Germain-du-Bel-Air som tillhör arrondissementet Gourdon. År 2022 hade Peyrilles 346 invånare.

## Befolkningsutveckling
Antalet invånare i kommunen Peyrilles
| Referens: INSEE |